# Trichomycterus bogotensis
Trichomycterus bogotensis is een straalvinnige vissensoort uit de familie van de parasitaire meervallen (Trichomycteridae). De wetenschappelijke naam van de soort is voor het eerst geldig gepubliceerd in 1912 door Eigenmann.

## Voorkomen
De soort komt alleen voor op de Sabana de Bogota, waar de vis naar genoemd is.